# Tuffi ai Giochi della XXVII Olimpiade - Piattaforma 10 metri sincro maschile

## Medaglie
| Posizione | Atleta                         | Paese    |
| --------- | ------------------------------ | -------- |
|           | Dmitrij Sautin e Igor' Lukašin | Russia   |
|           | Hu Jia e Tian Liang            | Cina     |
|           | Jan Hempel e Heiko Meyer       | Germania |

## Risultati
| Class | Atleta                                         | Tuffo 1 | Tuffo 1 | Tuffo 2        | Tuffo 2 | Tuffo 3        | Tuffo 3 | Tuffo 4        | Tuffo 4 | Tuffo 5 | Tuffo 5 | Tuffo 5 |
| Class | Atleta                                         | Punti   | Class   | Punti          | Class   | Punti          | Class   | Punti          | Class   | Punti   | Class   | Totale  |
| ----- | ---------------------------------------------- | ------- | ------- | -------------- | ------- | -------------- | ------- | -------------- | ------- | ------- | ------- | ------- |
|       | Dmitrij Sautin e Igor' Lukašin Russia          | 58,20   | 1       | 52,80 (111,00) | 3 (1)   | 82,80 (193,80) | 2 (2)   | 83,52 (277,32) | 1 (1)   | 87,72   | 1       | 365,04  |
|       | Hu Jia e Tian Liang Cina                       | 55,20   | 2       | 53,40 (108,60) | 1 (2)   | 88,32 (196,92) | 1 (1)   | 74,70 (271,62) | 7 (2)   | 87,12   | 2       | 358,74  |
|       | Jan Hempel e Heiko Meyer Germania              | 52,80   | 3       | 53,40 (106,20) | 1 (3)   | 78,30 (184,50) | 3 (3)   | 75,84 (260,34) | 6 (3)   | 78,54   | 5       | 338,88  |
| 4     | Leon Taylor e Peter Waterfield Gran Bretagna   | 48,60   | 8       | 52,20 (100,80) | 4 (8)   | 77,22 (178,02) | 4 (5)   | 77,52 (255,54) | 3 (5)   | 79,80   | 4       | 335,34  |
| 5     | Mathew Helm e Robert Newbery Australia         | 52,80   | 3       | 49,20 (102,00) | 8 (5)   | 69,30 (171,30) | 8 (8)   | 76,80 (248,10) | 4 (7)   | 85,14   | 3       | 333,24  |
| 6     | Olekser Skrypnik e Roman Volod'kov Ucraina     | 51,00   | 6       | 50,40 (101,40) | 7 (6)   | 77,22 (178,62) | 4 (4)   | 78,72 (257,34) | 2 (4)   | 74,88   | 7       | 332,22  |
| 7     | David Pichler e Mark Ruiz Stati Uniti          | 52,80   | 3       | 52,20 (105,00) | 4 (4)   | 71,10 (176,10) | 7 (6)   | 76,23 (252,33) | 5 (6)   | 69,36   | 8       | 321,69  |
| 8     | Gilles Emptoz-Lacote e Frédéric Pierre Francia | 49,80   | 7       | 51,60 (101,40) | 6 (7)   | 72,00 (173,40) | 6 (7)   | 65,70 (239,10) | 8 (8)   | 75,84   | 6       | 314,94  |